# Standard Bank
Standard Bank es un banco internacional fundado en Sudáfrica que está actualmente en 39 países. Durante años pasados en Argentina entre 2007 y 2013 Standard Bank se denominaba Bank Boston; hasta que fue adquirido por el ICBC. 

## Historia
El grupo financiero conducido por John Paterson creó el "Standard Bank of British South África" en 1862. Las operaciones comenzaron en 1863 en Puerto Elizabeth, Sudáfrica, y poco después de su inauguración se unió con otros bancos de relevancia, incluyendo el Banco Comercial de Puerto Elisabeth, el Banco de Colesberg, el Banco Británico de Kaffrarian y el Banco de Fauresmith. Era prominente en el financiamiento y el desarrollo de los campos del diamante de Kimberley en 1867. La palabra "Británica" fue suprimida del título del nombre en 1883. Cuando el oro fue descubierto en el Witwatersrand, el banco se extendió hacia el norte y el 11 de octubre de 1886 comenzó a hacer negocios en una tienda en el Campo de Ferreira (más tarde llamado Johannesburgo, fundada también en el mismo año), así convirtiéndose en el primer banco en abrir una sucursal en los campos del oro de Witwatersrand y el 1 de noviembre de 1901 una segunda sucursal fue abierta en la calle de Eloff de Johannesburg. Entre 1890 y 1910 el banco abrió oficinas a través de África aunque algunas de ellas eran insostenibles y posteriormente tuvieron que ser cerradas. En 1912 abrió una sucursal en Nueva York. Por los mediados de los años cincuenta, el Standard Bank tenía alrededor 600 oficinas en África. En 1962 un banco llamado Standard Bank fue registrado como una compañía sudafricana, un subsidiario del Principal Banco Standard Londres. En 1965, el Banco Standard se combinó con el Banco de África del Oeste ampliando sus operaciones en Camerún, Gambia, Ghana, Nigeria, y Sierra Leona. Esta unión en 1969 a su vez se combinó con el Banco de la India, Australia y China (Chartered Bank), esta asociación se dio a conocer como "Standard Chartered Bank" , y el "Standard Bank Group" fue establecidos como "Standard Bank Investment Corporation" - la compañía de holding "The Standard Bank of South Africa Limited". Standard Chartered vendió su parte del 39% al "Standard Bank Group" en 1987, transfiriendo la propiedad completa de la compañía que sostenía a los inversionistas de Sudáfrica. En 2006, el Standard Bank compró BankBoston en la Argentina ampliando así sus operaciones en este país, haciéndose poseedor de una parte emblemática de la ciudad financiera, el llamado edificio First National Bank of Boston (en Florida al 99) fundado en 1924.
Antes del traspaso el BankBoston pertenecía al banco Estadounidense Fleet Bank N.A., este banco en Estados Unidos fue comprado por uno de los bancos más importantes de Estados Unidos llamado Bank of America N.A. siendo así que BankBoston Argentina pasó ser parte de Bank of America N.A.
BankBoston, por un lapso no mayor a 2 años, cambia su nombre a Bank of America, ya que el nombre de BankBoston estaba impuesto en el mercado financiero y conocido por la mayoría de la gente, en un mercado financiero de diferente orden en cuanto a marketing y mercadotecnia respecto al mercado-publico-cliente estadounidense, cuestión de importancia relativa a la imagen de un banco estadounidense.
Pasado este traspaso Bank of America N.A. decide vender su parte de clientes minoristas 'BankBoston' a Standard Bank.
En marzo del 2007 a los clientes de BankBoston se les envió una carta de aviso de que cambiarían de nombre. BankBoston vendió sus sucursales en Uruguay, Chile y Brasil a Banco Itau SA.